# Afsnit 1 af Casper & Mandrilaftalen
"Afsnit 1 af Casper & Mandrilaftalen" er det første afsnit af DR2s tv-sketchprogram Casper & Mandrilaftalen fra 1999. Afsnittet blev sendt første gang mandag den 1. marts 1999.

## Afsnit 1

### Advarsel
"Dette program indeholder cadmium. Når programmet ikke virker længere, bliver det en tikkende bombe under miljøet."

### Cold open
Casper laver en aftale med mandrillen: 60 pund kalvekød og mandarin for ikke at vise afslørende billeder af Casper og Jakob Stegelmann.

### Resumé
- Casper tegner diagram over sin karriere

- Casper fortæller om sin "verrüchte Tag" – sidder i bilen, begge fødder på speederen, griber grus, Caroline Henderson-lookalike, der antaster Casper og truer ham til at sætte en ske fast på sin ene arm.

- Alex Nyborg Madsens stramme diæt: mørbrad.

- Melanie B fra Spice Girls har fået en søn, der skal hedde Frederik Fetterlein.

- "Hvordan ku' du gøre det, Dr. Bombay?" til Cher's Strong Enough.

- Svenne O'Lotta – 100 flødeboller på 90 sekunder ("En danskvand til Svenne!")

- Opfindelser, der gør en lige så rig som René Dif fra Aqua – en øl-and, en jukebox, der kører på sko og spiller Nina Hagen, et eskimo-kit og en bistademagnet.

- Montparnasse-alarm

### Programoversigt
| KL. 23:30 | EN PROGRAMOVERSIGT                                               |
| KL. 23:31 | ET ELLER ANDET LORT                                              |
| KL. 23:35 | DEN NÆSTSIDSTE MOHIKANER (INDIANER)                              |
| KL. 23:37 | ZENTA KOMMER FRA TVDK OG VASKER OG PLEJER EN ÆLDRE MEDBORGER     |
| KL. 23:40 | MARGIT BRANDT VISER EN NEDERDEL FRA GALTEN TØMMERHANDEL          |
| KL. 23:45 | BYGGE BALLETDANSER AF HUSHOLDNINGS- AFFALD                       |
| KL. 23:47 | REKORDFORSØG HER I STUDIET (?)                                   |
| KL. 23:49 | TO KENYANERE STEGER EN RIVERDANCER                               |
| KL. 23:55 | HØJDEPUNKTET DAVID BOWIE BOXER NI OMGANGE MOD ANDREA VAGN JENSEN |
| KL. 24.00 | TAK FOR IAFTEN!                                                  |

### Afslutning
"Kig med igen på onsdag [...] for der kommer Niels Helveg Petersen, og han vil rappe 1. mosebog."
"Ses vi? Det tror jeg nok vi gør."